# Paradise (콜드플레이의 노래)
〈Paradise〉는 밴드 콜드플레이의 노래이다. 다섯 번째 정규 앨범 《Mylo Xyloto》의 두 번째 싱글이다. 빌보드 핫 100 15위와 영국 싱글 차트 1위를 한 곡이다. 미국 음반 산업 협회(RIAA) 인증 플래티넘 등급, 영국 축음기 협회(BPI) 더블 플래티넘 등급을 받은 곡이다.